# Луи дьо Фюнес
Луи дьо Фюнес (на френски: Louis Germain David de Funès de Galarza, Луѝ Жермѐн Давѝд дьо Фюнѐс дьо Галарза̀, от испански Давид де Фунес де Галарса) е френски филмов и драматичен актьор комик, киносценарист и кинорежисьор. Роден е на 31 юли 1914 г. в Курбевоа, предградие на Париж. Умира на 27 януари 1983 г. в Нант. Снимал се е в 152 филма, написал е сценариите на 6 и е режисьор на 1 („Скъперникът“).

## Биография

### Произход и личен живот
Луѝ Жермѐн Давѝд дьо Фюнѐс дьо Галарза̀ е роден на 31 юли 1914 г. в Курбьовоа, О дьо Сен. Родителите са кастилци от аристократичната класа – бащата Карлос де Фюнес де Галарса (Севиля, 1871 – Малага, 19 май 1934), чийто род произхожда от град Фюнес, Навара, работи за известно време като юрист в Мадрид; майката е Леонор Сото Регуера (Ортигейра, 21 януари 1878 – Монморанси, 25 октомври 1957) произхожда от буржоазна испанска фамилия с португалски корени. Младоженците пристигат във Франция през 1904, след като Карлос взима Елеонор със себе си, понеже родителите им не са съгласни с брака им (по-късно те дават своята благословия). Луи е третото, последно дете. Има по-голяма сестра – Мари (Мари Теолинда Леонор Маргарита – Курбьовоа, 20 юли 1907 – Париж, 28 октомври 1993), която по-късно има втори брак с френския режисьор Франсоа Гир, и по-големия брат Карлос (Карлос Теолино Хавиер – Курбьовоа, 12 септември 1908 – Ретел, 20 май 1940) – войник от 152-ра пехотна дивизия, загинал „разкъсан от немска картечница“.
Бащата Карлос, поради своя особен характер,бел1 не може практикува професията на адвокат след преместването в нова държава, решава да се занимава с покупко-продажба на диаманти. Семейството живее в един от престижните квартали на Париж. В един момент бизнесът обаче се проваля, той фалира, изоставя семейството и заминава за Венецуела.
Майката и трите деца са принудени да се пренесат в много по-скромно жилище, финансовата им ситуация е доста тежка. Животът на Леонор изведнъж става труден, тя е строга към децата и често избухва. По-късно Луи де Фюнес ще каже, че театралните сцени на майка му вкъщи са били неговите първи уроци по театрално майсторство.
Луи започва да взима уроци по пиано на 5-годишна възраст. По време на хитлеристката окупация на Париж през 1940 г. работи като пианист в нощен бар, докато през деня ходи на уроци в театрално училище.
В 1936 г. Луи де Фюнес сключва първия си брак с Жермен Луиз Елоди Карруайе, ражда им се син, Даниел, но през 1942 г. се развеждат и Луи повече няма контакт с първородния си син, защото майката се противопоставя на това.
Не дълго след развода си, на 22 септември 1943 г. Луи се жени повторно, за Жана Бартелеми дьо Мопасан, която винаги е твърдяла, че е племенница на Ги дьо Мопасан, но това не е твърде достоверно. От брака си имат двама сина – Патрик дьо Фюнес, лекар, и Оливие дьо Фюнес, който по настояване на баща си опитва да е киноактьор, но това не му е присърце и след участие в 6 филма става пилот.
В един момент съпругата му Жана наследява от своя леля част от замъка Клермон (Clermont) в Ле Селие (Le Cellier), недалеч от град Нант. След години Луи де Фюнес ще купи целия замък благодарение на огромната сума, която получава за ролята си във филма „Голямата разходка“, в който играе заедно с Бурвил. В имението той се занимава с отглеждането на рози, което е любимото му хоби.

### Кариера
Луи дьо Фюнес отначало започва работа като комик в парижките нощни клубове и в радиото. Същевременно сериозно се занимава и със свирене на пиано. При първите си стъпки в кинематографията се записва на драматически курсове „Симон“ („Simon“). Там играе предимно романтични роли, които обаче не са му присърце. Така отново се връща към свиренето на пиано. Както пише в пресата и по-точно „ТВ Парк“: „Луи дьо Фюнес в живота си е бил тих и тъжен“. Разбираемо. Започва да се занимава със счетоводство, после става кожухар, чистач на обувки, занимавал се е и с търговия. Така, на 27 години, попада в театъра като декоратор. С времето е получил и роли в някои оперети. След 30-ата си годишнина дебютира и на екрана – през 1946 г. във филма „Изкушението на Барбизон“.
Появява се в епизодични роли в 75 филма преди да бъде забелязан за първи път. Това се случва с комедията „Ни чул, ни видял“ през 1958 г., когато дьо Фюнес вече е на 44 години, но показва качества на уникален комик. След премиерата на „Ни чул, ни видял“ влиятелният френски вестник „Франс Диманш“ провъзгласява Луи дьо Фюнес за „най-смешния актьор на Франция, който нито е млад, нито е романтичен, нито е хубав, нито има коса... Но жена му още не се е развела с него, даже напротив – винаги присъства на снимачната площадка. Изглежда мосю Фюнес не може да се снима без нея.“
В интервю за „Телевизия 7 дни“ („Tele 7 jours“) през 1971 г. Фюнес описва своята кариера: „Не съжалявам за късното развитие на кариерата си. Този факт ми помага да разбера по-добре професията си. Когато бях още неизвестен, боядисвах декори, играех малките роли, които ми възлагаха. Получавах такива образи, които нямаха нищо комично в себе си, без което аз не бих могъл да направя кариера. Затова предпочетох да започна отначало и не бих се отказал от този път“.
През 60-те години на XX век дьо Фюнес се снима в знаменитата трилогия „Фантомас“ на Андре Юнбел и в „Голямата разходка“ и „Глупакът“ на Жерар Ури. Тези два филма са гледани в Париж от повече от 2 милиона зрители. Още повече че в тях на Фюнес партнира другият знаменит комик – Бурвил.
През 1964 г. Луи дьо Фюнес се снима в „Полицаят от Сен Тропе“, който полага началото на поредицата от филми с полицая Крюшо и неговата бригада. Почти двадесет години – от 1964 до 1982 г., Фюнес радва публиката в шест серии с приключенията на полицая Крюшо. Историята за появата на инспектор Крюшо на екрана е следната: през 1963 г. Ришар Балдучи, сценарист, който прекарва ваканцията си в Сен Тропе, станал жертва на кражба, като му откраднали камерата. За да подаде жалба, той се отправя в местната жандармерия, където обаче не могли да му помогнат. И така Балдучи, заедно с режисьора Жан Жиро, пише сценарий за жандармерията на Крюшо от Сен Тропе. Фюнес често снима с Жиро.
Освен поредицата за Сен Тропе, Жиро снима с Луи дьо Фюнес още „Оскар“ (1967) „Голямата ваканция“ (1968), „Скъперникът“ (1980) и „Зелева супа“ (1981). През 1982 г. дьо Фюнес и Мишел Галабрю в ролята на адютанта Жербер, се снимат в последния филм на Жан Жиро „Полицаят и полицайките“. По време на снимките на филма Жан Жиро умира. Филма завършва помощник-режисьорът Тони Абоянц.
В самото начало на 70-те години Луи дьо Фюнес се снима много активно. Известни филми от този период са „Човекът оркестър“ (1970), „Полицаят се пенсионира“ (1970), „Лудостта на величията“ (1972), „Приключенията на равина Жакоб“ (1973).
На 15 март 1973 г. в ресторант „При Максим“ удостояват Луи дьо Фюнес със званието Рицар на почетния легион, с което обаче започва черният период в живота на актьора. Той практически спира да се снима, разболява се тежко. Получава два инфаркта през март 1975 г. В това време Жерар Ури планира да снима филм с участието на Луи „Крокодил“, но проектът така и не се осъществява. Популярността на Фюнес започва да угасва. „Tv Park“ пише: „Тъкмо когато Луи окончателно реши да изостави киното, да продаде къщата си в Париж, да замине завинаги в имението си в Нант и да отглежда цветя и пише мемоари, Клод Зиди кани актьора за участие в „Крилце или кълка“. Отначало дьо Фюнес отказва, но скоро, по време на кардиографско изследване, му хрумнало, че докато сърдечната линия все още е крива, значи нищо не е свършено. Връща се в Париж и се възвръща към комичния си образ. През цялото време на снимките на филма Луи дьо Фюнес остава под лекарско наблюдение. Получава много предложения от театъра, но когато го попитали желае ли да се занимава с театър, дьо Фюнес отговаря: Това не е моето амплоа. Самият Луи дьо Фюнес казва: „Не обичам шумотевицата, имам малко приятели. През цялото си свободно време почивам от празниците и хората, обичам да почивам със семейството си“.
В личния си живот е по-скоро тих и скромен. Като аристократ, който обожава жена си и къщата си в Нант, Луи дьо Фюнес живее не като в 60-те години, а като през XIX век. Не обичал да шофира, но често ходел на риболов и отглеждал рози. Заедно с Луи дьо Фюнес се снима и неговият син Оливие. Трябва да се отбележи, че Оливие не обичал особено това занимание, но заради волята на баща си той продължава да се занимава с кино още известно време. В резултат Оливие се снима в шест филма, след което започва да се занимава с авиация и впоследствие става летец. Луи дьо Фюнес е сценарист на филмите „Зелева супа“ (1981), „Замразеният“ (1969), „Оскар“ (1967) и „Големият ресторант“ (1967). Режисьор е на „Скъперникът“, (който има награда „Сезар“ през 1979 г. за творчество), където изиграва незабравимата роля на скъперника Арпагон.
Малко след приключването на снимките на „Полицаят и полицайките“, на 27 януари 1983 г. Луи дьо Фюнес умира в дома си в Нант от инфаркт. Погребан е в съседното на Нант градче Льо Селие (Le Cellier).
Съпругата му Жана де Фюнес умира на 7 март 2015 г. на 101-годишна възраст и е погребана до съпруга си в Льо Селие.

## Избрана филмография
| година | филм                             | оригинално заглавие                 | роля                       | режисьор                 |
| ------ | -------------------------------- | ----------------------------------- | -------------------------- | ------------------------ |
| 1946   | Изкушението на Барбизон          |                                     |                            |                          |
| 1951   | Бонифас сомнамбула               |                                     |                            |                          |
| 1953   | Животът на един почтен човек     |                                     |                            |                          |
| 1953   | Мъжете мислят само за това       |                                     |                            |                          |
| 1954   | Априлска риба                    | Poisson d'avril                     | Лесничеят                  | Жил Гранжие              |
| 1954   | Ах, тези прекрасни вакханки      | Ah! Les Belles Bacchantes           |                            |                          |
| 1954   | Татко, мама, прислужницата и аз  |                                     |                            |                          |
| 1955   | Татко, мама, моята жена и аз     |                                     |                            |                          |
| 1956   | Добър ден, усмивка               |                                     |                            |                          |
| 1956   | Децата на глупците               |                                     |                            |                          |
| 1956   | Преминаване през Париж           |                                     |                            |                          |
| 1957   | Шило в торба                     |                                     |                            |                          |
| 1958   | Ни чул, ни видял                 | Ni vu... Ni connu...                | Блеро                      | Ив Робер                 |
| 1958   | Такси, циганска количка и корида | Taxi, Trailer and Bullfight         | Морис Бергер               | Андре Юнебел             |
| 1959   | Тото, Ева и забранената четка    | Un coup fumant                      | професор Франсиско Монтиел | Стено                    |
| 1959   | Данъчният дълг                   | Fripouillard et Cie                 | Еторе Курто                | Стено                    |
| 1960   | Някои го предпочитат... студено  | Certains l'aiment... froide         | Анже Галопен               | Жан Бастиа, Ги Лионел    |
| 1960   | Железницата                      |                                     |                            |                          |
| 1961   | Капитан Фракас                   | Le Capitaine Fracasse               | Скапен                     | Пиер Гаспар-Юи           |
| 1961   | Прекрасната американка           | La Belle Américaine                 | братя-близнаци Виралие     | Робер Дери               |
| 1961   | Нещо във водата                  | Dans l'eau qui fait des bulles      | Пол Ернзе                  | Морис Делбез             |
| 1962   | Дяволът и десетте божи заповеди  | Le Diable et les Dix Commandements  | Антуан Вайян               | Жулиен Дювивие           |
| 1962   | Джентълменът от Епсъм            | Le Gentleman d'Epsom                | Гаспар Рипо                | Жил Гранжие              |
| 1962   | Отиваме в Довил                  | Nous Irons A Deauville              | Людовик Ламберсак          | Франсис Риго             |
| 1963   | Щастливците                      | Les Veinards                        | Антуан Борпер              | Жак Пиното               |
| 1963   | Женихът                          | Pouic-Pouic                         | Леонар Монестие            | Жан Жиро                 |
| 1963   | Верижна реакция                  |                                     |                            |                          |
| 1964   | Големият банков обир             | Faites sauter la banque!            | Виктор Гарние              | Жан Жиро                 |
| 1964   | Игра в сандък                    |                                     |                            |                          |
| 1964   | Мишка сред мъже                  | Une souris chez les hommes          | Марсел Равелай             | Жак Потрено              |
| 1964   | Полицаят от Сен Тропе            | Le Gendarme de Saint-Tropez         | Людовик Крюшо              | Жан Жиро                 |
| 1964   | Фантомас                         | Fantômas                            | комисар Жув                | Андре Юнебел             |
| 1965   | Глупакът                         | Le Corniaud                         | Леопол Сароян              | Жерар Ури                |
| 1965   | Важни персони                    | Les Bons Vivants                    | Леон Аудепем               | Жорж Лотнер, Жил Гранжие |
| 1965   | Полицаят в Ню Йорк               | Le Gendarme à New York              | Людовик Крюшо              | Жан Жиро                 |
| 1965   | Фантомас се развихря             | Fantômas se déchaîne                | комисар Жув                | Андре Юнебел             |
| 1966   | Големият ресторант               | Le Grand Restaurant                 | Септим                     | Жак Бенар                |
| 1966   | Голямата разходка                | La Grande Vadrouille                | Станислас Льофор           | Жерар Ури                |
| 1967   | Фантомас срещу Скотланд Ярд      | Fantômas contre Scotland Yard       | комисар Жув                | Андре Юнебел             |
| 1967   | Голямата ваканция                | Les grandes vacances                | Шарл Боске                 | Жан Жиро                 |
| 1967   | Оскар                            | Oscar                               | Бертран Барние             | Едуар Молинаро           |
| 1968   | Малкият гмурец                   | Le Petit Baigneur                   | Луи-Филип Фуршом           | Робер Дери               |
| 1968   | Татуираният                      | Le Tatoué                           | Фелисиен Мезре             | Дени дьо Ла Пателиер     |
| 1968   | Полицаят се жени                 | Le Gendarme se marie                | Людовик Крюшо              | Жан Жиро                 |
| 1969   | Замразеният                      | Hibernatus                          | Юбер дьо Тартас            | Едуар Молинаро           |
| 1970   | Човекът оркестър                 | L'Homme orchestre                   | Еван Еванс                 | Серж Корбер              |
| 1970   | Полицаят се пенсионира           | Le Gendarme en Balade               | Людовик Крюшо              | Жан Жиро                 |
| 1971   | Кацнал на едно дърво             | Sur un arbre perché                 | Анри Рубие                 | Серж Корбер              |
| 1971   | Джо                              | Jo                                  | Антоан Бризбар             | Жан Жиро                 |
| 1971   | Лудостта на величията            | La Folie des grandeurs              | Дон Салюст                 | Жерар Ури                |
| 1973   | Приключенията на равина Жакоб    | Les aventures de Rabbi Jacob        | Виктор Пивер               | Жерар Ури                |
| 1976   | Крилце или кълка                 | L'Aile ou la cuisse                 | Шарл Дюшмен                | Клод Зиди                |
| 1978   | Раздорът                         | La zizanie                          | Гийом Добре-Лаказ          | Клод Зиди                |
| 1979   | Полицаят и извънземните          | Le Gendarme Et Les Extra-Terrestres | Людовик Крюшо              | Жан Жиро                 |
| 1980   | Скъперникът                      | L'Avare                             | Арпагон                    | Жан Жиро, Луи дьо Фюнес  |
| 1981   | Зелева супа                      | La Soupe aux choux                  | Клод Ратиние               | Жан Жиро                 |
| 1982   | Полицаят и полицайките           | Le Gendarme et les gendarmettes     | Людовик Крюшо              | Жан Жиро, Тони Абоянц    |